# Лиман (озеро, Дніпропетровська область)
Лиман — озеро на півночі Дніпропетровської області у Самарівському районі біля села Котовка, на лівому березі річки Орелі. 

## Археологія
Вздовж озера знайдено залишки поселень ранніх слов'ян II—V і VII—IX століть. 1970 року на лівому березі Орелі біля села Котовка експедиція Дмитра Телегіна знайшла залишки пеньківського поселення у вигляді скупчень ліпної товстостінної кераміки.